# 로버트 F. 영
로버트 F. 영(Robert F. Young, 1915년 6월 8일~1986년 6월 22일)은 미국의 공상과학소설가이다.
1915년 미국 뉴욕의 실버 크리크에서 태어난 공상과학소설가이다. 2차 세계대전 중 태평양에서 복무한 3년 반을 제외하면, 생의 대부분을 뉴욕에서 보냈다.
1953년, 그는 짧은 시들과 단편들을 처음 세상에 내놓았다. 이 작품들은 토요 주간지 『이브닝 포스트』와 『콜리에』에 동시에 실렸다. 1965년에 그의 다른 단편인 「작은 개의 꿈」은 휴고상 단편 최우수작 부문에 후보로 오르기도 했다. 영의 많은 이야기들은 갤럭시나 픽션사에서 출판되었고, 공상과학 선집의 문고본에 실려 현재까지 많은 사랑을 받고 있다.
영의 작품 중 가장 유명한 것은 일본 애니메이션 <라제폰> 시리즈의 이즈부치 유타카 감독에게도 영향을 미친 「민들레 소녀」이다. 이 작품은 2013년 방영된 일본 드라마 <비블리아 고서당 사건 수첩>에도 등장하였으며, 일본 애니메이션 <클라나드>를 통해 한국 독자들에게도 소개되었다.
로버트 F. 영은 30년이 넘는 세월을 작가로 살아왔고, 죽을 때까지 펜을 놓지 않았다. 그는 작품을 집필하면서 버팔로의 공립학교 수위로 일하다가 1986년에 생을 마감했다.
한국에서는 도서출판 리젬이 『민들레 소녀』라는 그의 단편집을 출간했다.